# Lavinia Meijer

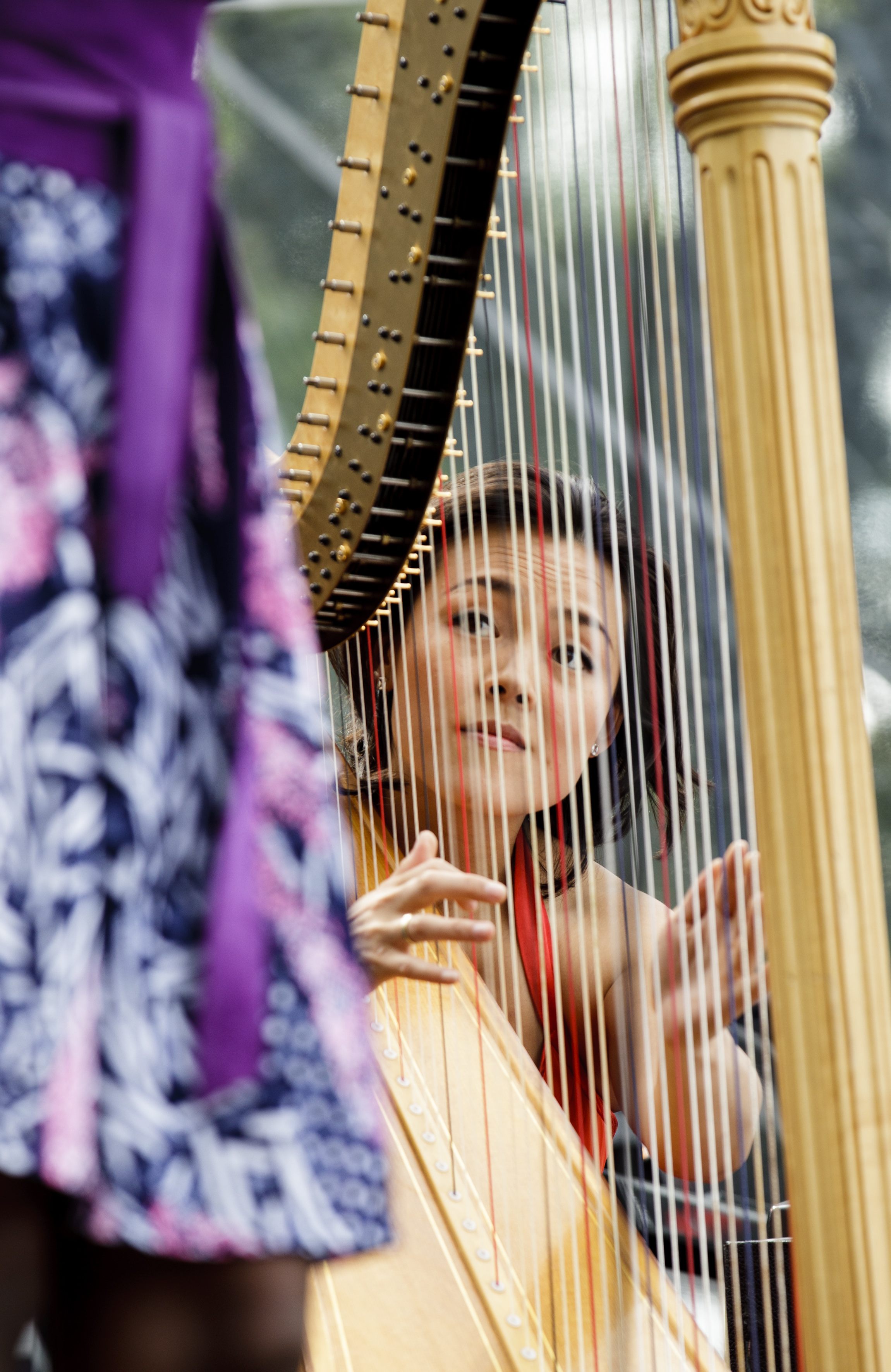
Harp en Lavinia Meijer in 2011

Lavinia Meijer (Bucheon, Zuid-Korea, 12 februari 1983) is een Nederlands harpiste.

## Biografie
Lavinia Meijer werd geboren in Zuid-Korea en kwam als tweejarige bij haar adoptie-ouders in Nederland. Ze groeide op in Arnhem en volgde daar het Stedelijk Gymnasium. Op haar negende jaar begon ze harp te spelen en twee jaar later werd Meijer toegelaten tot de Jong Talentafdeling van het Utrechts Conservatorium bij Erika Waardenburg. Ze haalde diploma's Bachelor of Music en Master of Music, beide cum laude, in respectievelijk 2003 en 2005 aan het Utrechts Conservatorium en het Conservatorium van Amsterdam.
Ook volgde Meijer masterclasses bij onder anderen Jana Bouskova, Isabelle Moretti, Daphne Boden, Natalia Shameyva, Emilia Moskvitina, Maria Graf, Skaila Kanga en Susann McDonald. Ze volgde ook een cursus jazz bij de jazzharpist Park Stickney. Lessen interpretatie volgde ze bij Theo Olof (viool), Walter van Hauwe (blokfluit) en Willem Brons (piano).
Meijer trad op in Europa, Azië en Amerika. Ze speelde als soliste bij onder meer het Residentie Orkest, het Radio Symfonie Orkest, het Radio Kamer Orkest en het Israëlisch Filharmonisch Orkest. Ze werd uitgenodigd om te spelen tijdens onder andere het Grachtenfestival in Amsterdam, het Schleswig-Holstein Musik Festival en een aantal Wereld Harp Congressen. Meijer remplaceert regelmatig bij het Residentie Orkest en het Koninklijk Concertgebouworkest.
In 2022 werd zij benoemd tot lid van de Akademie van Kunsten.
In 2024 werd van Lavinia Meijer het autobiografische boek Vleugels van papier gepubliceerd.

## Bijzondere projecten
In 2004 maakte Meijer een tournee door Nederland in de serie "Het Debuut" samen met het Jenufa Kwartet. In de periode 2006-2008 trad ze op in de serie "Rising Stars" in vele Europese steden en New York. Eind 2008 reisde zij op uitnodiging naar haar geboorteland Zuid-Korea, waar ze een zeer succesvol nieuwjaarsconcert gaf. Bijzonder was dat bij dit concert haar biologische vader aanwezig was, die zij na 23 jaar weer ontmoette.
In 2006 speelde Meijer met het Aurelia Saxofoon Kwartet nieuwe transcripties van Caplet, Debussy en Ravel, en ook twee wereldpremières van de Nederlandse componisten Carlos Micháns en Wijnand van Klaveren, die allebei speciaal voor haar en het Aurelia Saxofoon Kwartet schreven. In 2007 speelde zij met violist Tjeerd Top, plaatsvervangend concertmeester van het Koninklijk Concertgebouworkest, een wereldpremière van de Amerikaanse componist Garrett Byrnes in het Concertgebouw in Amsterdam. Verder speelde ze in 2007 met de Radio Kamer Filharmonie o.l.v. Thierry Fischer een wereldpremière van Carlos Micháns in Vredenburg in Utrecht.
Eind 2015 speelde Meijer samen met Carel Kraayenhof een concertserie. Hiervan is bij het eerste concert meteen een live-opname gemaakt. Bijzonder is het samenspel tussen harp en bandoneon – er was geen bestaande muziek voor deze combinatie. De stijl varieert van Zuid-Amerikaans via Iers tot filmmuziek.
In 2018 speelde Meijer tijdens de Bridge to Liberation Experience in Arnhem.

## Prijzen en onderscheidingen
- Eerste prijs bij het Prinses Christina Concours (1997)
- Stichting Jong Muziek Talent Nederland (1996, 1998)
- Winnares Nederlands Harp Concours (1997, 2004)
- Winnares Vriendenkransconcours van het Concertgebouw in Amsterdam (2005).
- Respectievelijk tweede, derde, eerste en derde prijs op het Internationaal Harpconcours in Lausanne (1998), Rijsel (1999), Brussel (2000) en Israël (2001)
- Tweede prijs bij het Reinl-Wettbewerb in Wenen (2002)
- Derde prijs bij het Sixth International USA Harp Competition in de Verenigde Staten (2004).
- Prijs voor de beste vertolking van Visions in Twilight van Garrett Byrnes en het harpconcert in Bes van Georg Friedrich Händel.
- Edese Cultuurprijs 2005 voor promotie van de harp als soloinstrument, 2005 (uit handen van Herman Krebbers).
- Fortis MeesPierson Award 2007 (samen met violist Tjeerd Top).
- Nederlandse Muziekprijs 2009 van het Nederlands Fonds voor Podiumkunsten (NFPK).[6]
- Publieksprijs van de Edisons 2012 voor haar cd Fantasies and Impromptus.[7]
- Gouden plaat en daarna platina onderscheiding voor klassieke muziek in Nederland voor de cd Metamorphosis/The Hours (Philip Glass), 2013.[8][9]

## Discografie

### Albums
| Album met eventuele hitnotering(en) in de Nederlandse Album Top 100 | Datum van verschijnen | Datum van binnenkomst | Hoogste positie | Aantal weken | Opmerkingen |
| ------------------------------------------------------------------- | --------------------- | --------------------- | --------------- | ------------ | ----------- |
| Féerie                                                              | 2001                  |                       |                 |              |             |
| 1685: Handel, Bach, Scarlatti                                       | 2004                  |                       |                 |              |             |
| Divertissements - Salzedo, Caplet, Ibert                            | 2008                  |                       |                 |              |             |
| Visions - Britten, Patterson, Byrnes, Yun, Takemitsu                | 2009                  |                       |                 |              |             |
| Fantasies & Impromptus - Spohr, Fauré, Pierné, Saint-Saëns          | 2011                  |                       |                 |              |             |
| Phillip Glass - Metamorphosis / The Hours                           | 2012                  | 20-10-2012            | 3               | 46           | Platina     |
| Passaggio - Einaudi by Lavinia                                      | 2013                  | 09-11-2013            | 6               | 27           |             |
| Voyage                                                              | 2015                  | 28-03-2015            | 9               | 1*           |             |
| Lavinia Meijer & Carel Kraayenhof in Concert                        | 2015                  |                       |                 |              |             |
| The Glass Effect (The Music of Philip Glass & Others)               | 2016                  |                       |                 |              |             |
| Still Life (A Tribute To Philip Glass) met Maud Geffray             | 2019                  |                       |                 |              |             |
| New Sound Of Choral Music                                           | 2020                  |                       |                 |              |             |
| Are You Still Somewhere?                                            | 2022                  |                       |                 |              |             |

| Album met hitnotering(en) in de Vlaamse Ultratop 200 albums | Datum van verschijnen | Datum van binnenkomst | Hoogste positie | Aantal weken | Opmerkingen |
| ----------------------------------------------------------- | --------------------- | --------------------- | --------------- | ------------ | ----------- |
| Metamorphosis / The Hours - Phillip Glass                   | 2013                  | 20-04-2013            | 184             | 1*           |             |

### Singles
| Single met eventuele hitnotering(en) in de Nederlandse Top 40 | Datum van verschijnen | Datum van binnenkomst | Hoogste positie | Aantal weken | Opmerkingen                                                                 |
| ------------------------------------------------------------- | --------------------- | --------------------- | --------------- | ------------ | --------------------------------------------------------------------------- |
| Koningslied                                                   | 19-04-2013            | 27-04-2013            | 2               | 4            | als onderdeel van Nationaal Comité Inhuldiging / Nr. 1 in de Single Top 100 |

| Single met hitnotering(en) in de Vlaamse Ultratop 50 | Datum van verschijnen | Datum van binnenkomst | Hoogste positie | Aantal weken | Opmerkingen                                    |
| ---------------------------------------------------- | --------------------- | --------------------- | --------------- | ------------ | ---------------------------------------------- |
| Koningslied                                          | 19-04-2013            | 11-05-2013            | 41              | 1*           | als onderdeel van Nationaal Comité Inhuldiging |